# Меніфі (Каліфорнія)
Меніфі (англ. Menifee) — місто (англ. city) в США, в окрузі Ріверсайд штату Каліфорнія. Населення — 102 527 осіб (2020).

## Географія
Меніфі розташоване за координатами 33°41′23″ пн. ш. 117°11′4″ зх. д. / 33.68972° пн. ш. 117.18444° зх. д. (33.689858, -117.184383).  За даними Бюро перепису населення США в 2010 році місто мало площу 120,71 км², з яких 120,35 км² — суходіл та 0,37 км² — водойми.

## Демографія
Згідно з переписом 2010 року, у місті мешкало 77 519 осіб у 27 461 домогосподарстві у складі 19 472 родин. Густота населення становила 642 особи/км².  Було 30269 помешкань (251/км²).
Расовий склад населення:
| - 71,5 % — білих - 5,0 % — чорних або афроамериканців - 4,9 % — азіатів - 0,8 % — корінних американців - 0,4 % — вихідців з тихоокеанських островів - 12,4 % — осіб інших рас |

До двох чи більше рас належало 4,9 %. Частка іспаномовних становила 33,0 % від усіх мешканців.
За віковим діапазоном населення розподілялося таким чином: 25,9 % — особи молодші 18 років, 55,2 % — особи у віці 18—64 років, 18,9 % — особи у віці 65 років та старші. Медіана віку мешканця становила 38,1 року. На 100 осіб жіночої статі у місті припадало 92,8 чоловіків;  на 100 жінок у віці від 18 років та старших — 88,9 чоловіків також старших 18 років.
Середній дохід на одне домашнє господарство  становив 67 070 доларів США (медіана — 55 985), а середній дохід на одну сім'ю — 76 569 доларів (медіана — 64 990). Медіана доходів становила 50 489 доларів для чоловіків та 40 868 доларів для жінок. За межею бідності перебувало 12,1 % осіб, у тому числі 14,5 % дітей у віці до 18 років та 10,2 % осіб у віці 65 років та старших.
Цивільне працевлаштоване населення становило 31 790 осіб. Основні галузі зайнятості: освіта, охорона здоров'я та соціальна допомога — 22,7 %, роздрібна торгівля — 14,9 %, мистецтво, розваги та відпочинок — 10,7 %, будівництво — 9,6 %.